# Hồ sơ địa hình

Ví dụ về hồ sơ địa hình

Một hồ sơ địa hình hoặc mặt cắt địa hình là một đại diện cho cấu trúc của địa hình có được bằng cách cắt ngang các đường của bản đồ địa hình. Mỗi đường đồng mức có thể được định nghĩa là một đường khép kín nối các điểm ở độ cao bằng nhau so với mực nước biển. Nó thường được vẽ trên cùng một tỷ lệ ngang với bản đồ, nhưng việc sử dụng tỷ lệ dọc phóng đại được khuyến khích để gạch chân các yếu tố của địa hình. Điều này có thể thay đổi tùy theo độ dốc và biên độ của đđịa hình trên mặt đất, nhưng thường là gấp ba đến năm lần so với tỷ lệ ngang.
Một loạt các cấu hình song song, được thực hiện theo các khoảng thời gian liên tục trên bản đồ, có thể được kết hợp để cung cấp chế độ xem ba chiều hoàn chỉnh hơn về khu vực xuất hiện trên bản đồ địa hình. Rõ ràng là, nhờ vào khoa học máy tính, các mô hình ba chiều tinh vi hơn của cảnh quan có thể được tạo ra từ dữ liệu địa hình kỹ thuật số.
Đường thẳng của mặt phẳng được xác định bởi các điểm giới hạn của biểu đồ được gọi là chỉ dẫn và đường so sánh ngang mà hồ sơ được xây dựng được gọi là cơ sở.

## Các ứng dụng
Một trong những ứng dụng quan trọng nhất của hồ sơ địa hình là trong việc xây dựng các công trình có chiều dài lớn và chiều rộng nhỏ, ví dụ như đường sá, cầu cống hoặc đường ống.
Đôi khi các cấu hình địa hình xuất hiện trong các bản đồ in, chẳng hạn như các bản đồ được thiết kế cho các tuyến đường điều hướng, khai quật và đặc biệt là các bản đồ địa chất, nơi chúng được sử dụng để hiển thị cấu trúc bên trong của các tảng đá trên lãnh thổ.
Những người nghiên cứu tài nguyên thiên nhiên như nhà địa chất, nhà địa mạo, nhà khoa học đất và học giả thực vật, cùng với những người khác, xây dựng hồ sơ để quan sát mối quan hệ của tài nguyên thiên nhiên với những thay đổi về địa hình và phân tích nhiều vấn đề.